# 巴氏無鰾鮋
巴氏無鰾鮋，為輻鰭魚綱鮋形目鮋亞目平鮋科的其中一種，為深海魚類，分布於西南太平洋紐西蘭海域，棲息在底中層水域，卵胎生，生活習性不明。

## 扩展阅读
維基物種上的相關：巴氏無鰾鮋